# Planudes melzeri
Planudes melzeri är en insektsart som beskrevs av Salvador de Toledo Piza Júnior 1937. Planudes melzeri ingår i släktet Planudes och familjen Pseudophasmatidae. Inga underarter finns listade i Catalogue of Life.